# Театр на Юго-Западе
«Театр на Юго-Западе» — государственный театр в Москве. Расположен на проспекте Вернадского (ближайшая станция метро — «Юго-Западная»). Основан в 1977 году художественным руководителем и режиссёром Валерием Беляковичем. С 2011 года художественным руководителем театра является Олег Леушин.

## История
В 1974 году в клубе «Мещерский» (подмосковное Востряково) состоялся первый «юго-западный» спектакль «Женитьба» Н. В. Гоголя, в котором приняли участие Сергей Белякович (брат основателя и впоследствии руководителя Театра на Юго-Западе, народного артиста России Валерия Беляковича) и Виктор Авилов. Затем спектакли стали играть в здании библиотеки, где Валерий Белякович работал в то время заведующим.
Первый сезон в Театре-студии на Юго-Западе был открыт в 1977 году, когда труппе передали цокольную пристройку к дому 125 по проспекту Вернадского. Первыми спектаклями, поставленными в театре, были водевили «Урок дочкам» и «Беда от нежного сердца». В спектаклях выступали Ольга и Виктор Авиловы.
В 1982 году в Театре-студии на Юго-Западе были поставлены «Носороги» опального на тот момент Эжена Ионеско. Приказом Министерства культуры СССР спектакль был запрещен, а сам театр оказался закрыт на несколько месяцев.
Начиная с 1986 года театр ездил на гастроли в разные страны. Первые гастроли проходили в Чехословакии, труппа театра со спектаклем «Женитьба» выступила на фестивале «Сценичка жатва — 1986». В 1987 году их спектакль «Гамлет» стал участником Эдинбургского театрального фестиваля.
В 1985 году Театр-студия на Юго-Западе получил звание Народного театра.
В 1991 году театр-студия получил статус государственного театра в системе Комитета по культуре Правительства Москвы и стал называться «Московский театр на Юго-Западе».
Театр на Юго-Западе — авторский театр. Валерий Белякович создал свою сценическую эстетику и методологию, набор собственных фирменных черт и приемов. Труппа театра — все те, кто вместе c Валерием Беляковичем стоял у истоков его создания — Виктор Авилов, Вячеслав Гришечкин, Сергей Белякович (младший брат режиссёра), Алексей Ванин, Галина Галкина, Тамара Кудряшова, Ирина Бочоришвили, Владимир Коппалов, Михаил Докин и др. После смерти создателя театра в 2016 году его ученик Олег Леушин поставил в честь Беляковича спектакль «Кабала святош». С 2016 года спектакли в театре ставят: Олег Леушин, Олег Анищенко, Максим Лакомкин, Михаил Белякович, Наталия Бухальцева.
В театре идет около 40 спектаклей от классики (Шекспир, Гоголь, Чехов, Гольдони, Эрдман, Булгаков, Горький) до современной драматургии (Сорокин, Гуркин, Черлак, Мирза, Коляда, Брюлотт, Ерофеев). Спектакли, с которых начиналась история театра («Женитьба», «Мольер», «Уроки дочкам», «Старые грехи», «Жаворонок»), не теряли актуальности долгие годы.
Театр на Юго-Западе долгое время сотрудничает с японским театром «Тоуэн».

## Труппа

### Артисты театра[2]
- Авилова Ольга
- Анищенко Олег
- Байдаков Александр
- Бакалов Евгений
- Багиров Антон
- Барышева Илона
- Белов Антон
- Бородинов Сергей
- Белякович Михаил
- Галкина Галина
- Гигенин Максим
- Городецкая Татьяна
- Городецкий Иван
- Дымонт Карина
- Ефремова Ксения
- Задорин Олег
- Задохин Александр
- Золотарёв Игорь
- Иобадзе Георгий
- Кудзин Андрей
- Курочкин Константин
- Курцеба Владимир
- Кучкаров Егор
- Лазарева Людмила
- Лакомкин Максим
- Лакомкина Алина
- Леушин Олег
- Лунцова Елена
- Матошин Алексей
- Нагретдинов Денис
- Санников Андрей
- Саркисова Вероника
- Соколов Вадим
- Хачатрян Артур
- Чирва Жанна
- Шалаев Денис
- Шатохин Александр
- Шестовская Елена
- Ярлыкова Любовь

### Ранее работали[3]
- Авилов Виктор †
- Авилова-Задохина Ольга
- Астапенко Дмитрий
- Афанасьев Валерий
- Бадакова Надежда
- Бахтиева Зарина
- Белякович Валерий †
- Белякович Сергей †
- Борисов Виктор †
- Бочоришвили Ирина
- Бычкова Надежда
- Ванин Алексей
- Горшков Александр
- Гришечкин Вячеслав †
- Гришин Александр
- Грищенко Михаил
- Гройзбург Марк
- Гусев Дмитрий
- Людмила Давыдова
- Дементьев Иван
- Демидов Владимир
- Довгань Виталий
- Докин Михаил
- Долженков Валерий
- Долгорукова Людмила
- Драченин Максим
- Дронов Георгий
- Ершов Евгений
- Жуков Максим
- Зорина Елена
- Иванов Анатолий
- Иванова Ольга
- Игомонов Алексей
- Инчин Михаил
- Каллас Станислав
- Капитонов Алексей
- Кириллов Игорь
- Китаев Игорь
- Колобов Геннадий
- Коппалов Владимир
- Коровин Игорь
- Ксенофонтова Анастасия
- Кудряшова Тамара
- Кузнецова Елена
- Куликов Павел
- Куприянов Александр
- Кушников Максим
- Ларин Александр
- Ломтев Николай
- Лопухов Олег
- Мамонтов Алексей
- Медведев Сергей
- Наумов Александр
- Неудачин Сергей
- Персиянинова Нина
- Писаревский Сергей
- Подкопаева Ирина
- Полянский Олег
- Рубан Светлана
- Садальский Станислав
- Сергеев Евгений
- Сивилькаева Наталья
- Скицан Иван
- Сушина Ирина
- Терехова Маргарита
- Трыков Михаил
- Уромова Лариса
- Черняк Валерий
- Шахет Максим
- Щеблецов Виктор

## Спектакли

### Репертуар сезона 2022/2023[4]
- «Аккордеоны» В. Беляковича, музыкально-танцевальное представление
- «Баба Шанель» Н. Коляды
- «Вальпургиева ночь» В. Ерофеева
- «В поисках сокровищ, или Невероятная история одного кораблекрушения» О. Леушина
- «Гамлет» У. Шекспира
- «Гитары» В. Беляковича, музыкально-поэтическая композиция
- «Даёшь Шекспира!» В. Беляковича по мотивам комедии У. Шекспира «Два веронца»
- «Дневник Элли (Изумрудный город)» по сказке А.Волкова «Волшебник Изумрудного города»
- «Дозвониться до дождя» О.Леушина по пьесе М.Миуры «Три цилиндра»
- «Дракула» В. Беляковича по мотивам романа Б. Стокера
- «Дураки» Н. Саймона, неправдоподобная история
- «Женитьба» Н. Гоголя, версия О.Леушина
- «Зойкина квартира» М. Булгакова
- «Игра в кубики» Егора Черлака, драматическая притча
- «Игра в Наполеона» Стефана Брюлотта, шахматный детектив
- «Игроки» Н. Гоголя, версия О.Анищенко
- «Кабала святош» М. Булгакова, версия О.Леушина
- «Куклы» В. Беляковича по мотивам пьесы Х. Грау «Сеньор Пигмалион»
- «Любовь и голуби» В. Гуркина
- «Макбет» У. Шекспира
- «Маленькая колдунья» О. Лопухова по мотивам одноименной повести О. Пройслера
- «Мастер и Маргарита» М. Булгакова
- «На дне» М. Горького
- «Портрет Дориана Грея» О. Леушина по мотивам романа О. Уайльда
- «Примадонны (ПрямоДонны)» К.Людвига, пер. А.Смелянского
- «Ревизор» Н. Гоголя
- «Ромео и Джульетта» У. Шекспира
- «Ромул Великий», Фридрих Дюрренматт
- «Сон в летнюю ночь» У. Шекспира
- «Собаки» К. Сергиенко
- «Средство Макропулоса» Карел Чапек, версия О.Леушина
- «Старые грехи», театральная композиция по ранним рассказам и письмам А. Чехова, версия О.Леушина
- «У ковчега в восемь» У. Хуба, допотопная комедия
- «Укрощение строптивой» У. Шекспира, сценическая версия В. Беляковича, комедия
- «Фотоаппараты» П. Гладилина
- «Чайка» А. Чехова, комедия
- «Циники» , А.Мариенгофа

### Архивные спектакли[5]
- «Агент 00» Г.Боровика, современный детектив
- «Ад — это другие» по произведениям А. Камю («Недоразумение»), Ж.-П. Сартра («За закрытой дверью»), экзистенциальная драма
- «Аллегория» А. Селина
- «Американский идеал» Э. Олби (режиссёр Уильям Рафэлд)
- «Анна Каренина-2» О. Шишкина, фантазия на тему
- «Белоснежка и семь гномов», сказка по сценической версии Л. Устинова и О. Табакова
- «Братья» по пьесе С. Мрожека «Эмигранты», психологическая драма
- «Вечер с бабуином» М. Кантора
- «Владимир III степени» Н. Гоголя, отрывки из неоконченной комедии
- «Время подарков» О.Анищенко и М.Лакомкина
- «Все бегут, летят и скачут…» Д. Хармса
- «Встреча с песней» В. Беляковича, театральный капустник
- «Гамлет» У. Шекспира, трагедия
- «Дракон» Е. Шварца, сказка
- «Жаворонок» Ж. Ануя
- «Женитьба» Н. Гоголя
- «Игроки» Н. Гоголя, «дела давно минувших дней»
- «Калигула» А. Камю
- «Карнавальная шутка» В. Беляковича по мотивам пьесы К. Гольдони «Трактирщица»
- «Комната Джованни» В. Беляковича по мотивам романа Дж. Болдуина
- «Конкурс» А. Галина, шоу-анекдот
- «Король умирает» Э. Ионеско, трагифарс
- «Лекарь поневоле» Ж.-Б. Мольера, фарс
- «Люди и Джентльмены» Э. Де Филиппо
- «Маленькие трагедии 2к30» О.Анищенко по произведениям А. С. Пушкина
- «Макбет» У. Шекспира
- «Мандрагора» Н. Макиавелли, комедия
- «Мольер» М. Булгакова, драма по пьесе «Кабала святош» и роману «Жизнь господина де Мольера»
- «Моно» В. Беляковича
- «Мотылёк» П. Гладилина
- «Номер 13» Р. Куни
- «Носороги» Э. Ионеско, антифашистская сатира
- «Одуванчик» А. Бруштейн, спектакль-сказка
- «Опера нищих» В. Беляковича по мотивам пьес Дж. Гея и Б. Брехта
- «Парашютист» А. Селина
- «Последняя женщина сеньора Хуана» Л. Жуховицкого
- «Птидепе» В. Гавела
- «Русские люди» К. Симонова
- «С днём рождения, Ванда Джун!» К. Воннегута
- «Самозванец» Л.Корсунского, лирическая комедия
- «Священные чудовища» Ж. Кокто, мелодраматическая комедия
- «Сёстры» Л.Разумовской, драма
- «Слишком женатый таксист» Р. Куни
- «Слуга двух господ» К. Гольдони, мелодраматическая комедия
- «Смерть» В.Аллена (режиссёр Уильям Рафэлд)
- «Собаки» К. Сергиенко, спектакль-притча
- «Соловей» Г.Кнаута по сказке Х. К. Андерсена, сказка (Театр Юного Москвича, Дворец пионеров на Ленинских горах)
- «Старые грехи» В. Беляковича, театральная композиция по ранним рассказам и письмам А. Чехова
- «Старый дом» А. Казанцева, житейская история
- «Страсти по Мольеру» В. Беляковича по мотивам произведений Ж.-Б. Мольера, комедия
- «Театр Аллы Пугачевой» В. Беляковича, музыкально-танцевальное представление
- «Трактирщица» К. Гольдони, комедия
- «Требуется старый клоун» М. Вишнеча
- «Трёхгрошовая опера» Б. Брехта, музыкальная драма
- «Три сестры» А. Чехова, драма
- «Три цилиндра» М.Миура, музыкальный спектакль
- «Трилогия» А. Сухово-Кобылина, картины прошедшего
- «Уроки дочкам» И. Крылова и В. Соллогуба, представление по мотивам старинных русских водевилей «Уроки дочкам» и «Беда от нежного сердца»
- «Царь Эдип» Софокл
- «Школа любви» Э. Ветемаа, комедия
- «Штрихи к портрету» по рассказам В. Шукшина
- «Щи» В. Сорокина
- «Эскориал» по произведениям М. де Гельдероде «Эскориал» и Э.Олби «Что случилось в зоопарке», вечер одноактной зарубежной драматургии
- «J.Gay-Opera.ru» В. Беляковича по мотивам пьес Дж. Гэя и Б. Брехта
- «Makarena» Н. Птушкиной, рождественская сказка
- «Эти свободные бабочки» Л. Герша
- «Dostoevsky-trip» В. Сорокина